# Puchar Davisa 1900
Puchar Davisa 1900 (wówczas jako International Lawn Tennis Challenge) – pierwsza edycja zmagań o Puchar Davisa. Rywalizacja toczyła się między reprezentacjami Stanów Zjednoczonych a Wielkiej Brytanii.

## Początek
Pomysł narodził się w 1899 roku wśród studentów Harvardu, którzy chcieli rzucić wyzwanie tenisistom brytyjskim. Dwight Davis, który był pomysłodawcą pojedynku, oraz jednym z amerykańskich zawodników sam ufundował puchar.

## Zawodnicy

### Stany Zjednoczone
- Dwight Davis – leworęczny zawodnik. Zwycięzca międzyuczelnianego turnieju tenisowego 1899 w deblu z Wardem.
- Holcombe Ward – praworęczny zawodnik. Zwycięzca międzyuczelnianego turnieju tenisowego 1899 w deblu z Davisem.
- Malcolm Whitman – praworęczny zawodnik. Ćwierćfinalista US Open z 1896 i 1897 roku, zwycięzca US Open z 1898 roku. Klasyfikowany jako nr 1 w Stanach Zjednoczonych w latach 1898 i 1899.

### Wielka Brytania
- Ernest Black
- Arthur Gore – praworęczny zawodnik. Finalista Wimbledonu z roku 1899 (Championship Round) i 1900 (All-Comers).
- Herbert Roper Barrett – praworęczny zawodnik. Półfinalista Wimbledonu z roku 1899 i ćwierćfinalista z roku 1900. Finalista (wraz z Haroldem Nisbetem) turnieju deblowego z roku 1900.

## Wyniki
| · Stany Zjednoczone · 3 | Longwood Cricket Club, Boston, Massachusetts, Stany Zjednoczone 8-10 sierpnia 1900 Trawiasta | Longwood Cricket Club, Boston, Massachusetts, Stany Zjednoczone 8-10 sierpnia 1900 Trawiasta | · Wielka Brytania · 0 |     |     |     |   |                |
| \| \| \| \| 1 \| 2 \| 3 \| 4 \| 5 \| \| \| 1 \| \| Dwight Davis Ernest Black \| 4 6 \| 6 2 \| 6 4 \| 6 4 \| \| \| \| 2 \| \| Malcolm Whitman Arthur Gore \| 6 1 \| 6 3 \| 6 2 \| \| \| \| \| 3 \| \| Dwight Davis / Holcombe Ward Ernest Black / Herbert Roper Barrett \| 6 4 \| 6 4 \| 6 4 \| \| \| \| \| 4 \| \| Dwight Davis Arthur Gore \| 9 7 \| 9 \| \| \| \| nie dokończono \| \| 5 \| \| Malcolm Whitman Ernest Black \| \| \| \| \| \| nie rozegrano \| |                                                                                              |                                                                                              |                       |     |     |     |   |                |
| |                                                                                              |                                                                                              | 1                     | 2   | 3   | 4   | 5 |                |
| 1 | Stany Zjednoczone                                                                            | Dwight Davis Ernest Black                                                                    | 4 6                   | 6 2 | 6 4 | 6 4 |   |                |
| 2 | Stany Zjednoczone                                                                            | Malcolm Whitman Arthur Gore                                                                  | 6 1                   | 6 3 | 6 2 |     |   |                |
| 3 | Stany Zjednoczone                                                                            | Dwight Davis / Holcombe Ward Ernest Black / Herbert Roper Barrett                            | 6 4                   | 6 4 | 6 4 |     |   |                |
| 4 | Stany Zjednoczone                                                                            | Dwight Davis Arthur Gore                                                                     | 9 7                   | 9   |     |     |   | nie dokończono |
| 5 | Stany Zjednoczone                                                                            | Malcolm Whitman Ernest Black                                                                 |                       |     |     |     |   | nie rozegrano  |